# Фа гао
Фа Гао (кит. 發粿) — китайское сладкое печенье, похожее на кекс, чаще всего употребляемое в китайский Новый год. Изготавливается из муки (обычно рисовая мука), разрыхлитель (обычно дрожжи, но может быть химический разрыхлитель), сахар или другой подсластитель. Вершина готовится на пару (не выпекается), пока верхушка не распадется в характерную «разделенную вершину» на 4 части. Тесто обычно оставляют для брожения перед приготовлением на пару.

## Легенда названия
Название кекса представляет собой некоторую игру слов. «Фа» означает «благополучие», а «Гао» — «торт», принято считать, что эти разноцветные десерты приносят в дом процветание и благодать.

## Реализация
Эти кексы можно найти в кондитерских южного Китая: в уезде Чжаньцзян, Маомине, Гуандуне, Сычуане, в городе Чунцин — именно здесь производят лучшие экземпляры этих десертов.